# La Voce del Popolo
La Voce del Popolo (deutsch: Die Stimme des Volkes) ist eine kroatische Tageszeitung in italienischer Sprache. Sie ist das Presseorgan der Unione Italiana, der Organisation der italienischen Minderheit in Slowenien und Kroatien.

## Geschichte

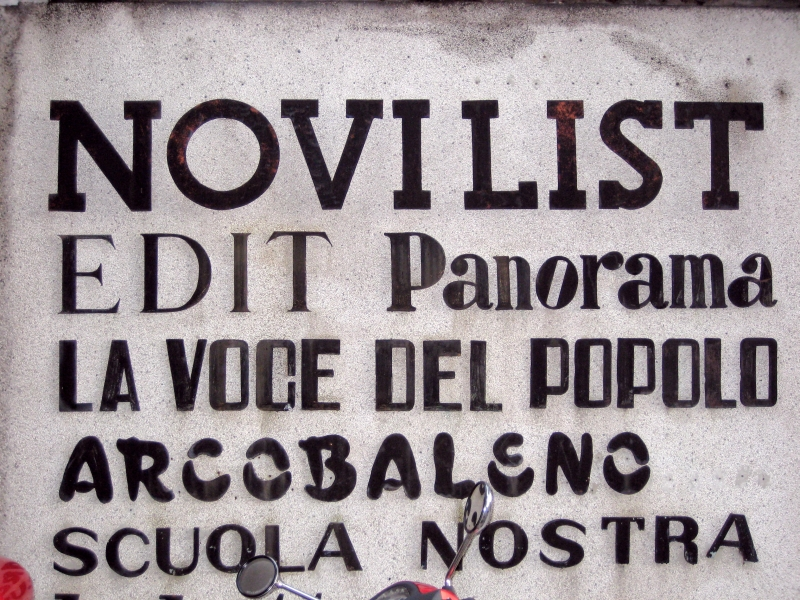
Infotafel am Verlagsgebäude

Eine Zeitung namens La Voce del Popolo wurde erstmals im November 1885 im mehrheitlich kroatischen Vorort Sušak von Fiume gegründet. Anfangs pro-ungarisch ausgerichtet, wurde sie später Sprachrohr der lokalen Autonomisten.
Im Jahr 1890 verlegte sie ihre Druckerei nach Fiume. Die Zeitung wurde 1919 erstmals eingestellt, nahm den Betrieb zwei Jahre später wieder auf, wurde aber 1921 erneut eingestellt.
Zwischen dem 27. Oktober und dem 27. Dezember 1944 wurde der Name erneut verwendet – für eine durch Hektografie im Ciclostyle-Verfahren produzierte Partisanenzeitung des Volksbefreiungskomitees von Fiume, das de facto das italienischsprachige Organ der Kommunistischen Partei Jugoslawiens war.
Nach der jugoslawischen Besetzung von Istrien im Mai 1945 erschien La Voce del Popolo offiziell wieder: ab 5. Mai als Wochenzeitung, ab dem 9. Juni als Tageszeitung - anfangs mit zwei, später mit vier Seiten. Sie wurde zum Sprachrohr der antifaschistischen Einheitsfront von Fiume, später der Unione Antifascista Italo-Slava (UAIS) und schließlich der Volksbefreiungsfront Istriens und Fiumes.
1946 berichtete die österreichische Tageszeitung Volkswille, die Auflage des Voce del Popolo betrage 45.000 Exemplare.
Bis 1947 setzte sich die Zeitung für die Angliederung Julisch Venetiens an das kommunistische Jugoslawien ein, wobei sie sich gegen jede Autonomie der Stadt Fiume stellte. Sie bezeichnete die früheren Autonomisten als Kollaborateure. Ziel war die Mobilisierung der verbliebenen italienischen Bevölkerung im Kvarner-Raum zugunsten der Politik Titos.
In den Jahren 1959–1960 fusionierte sie mit der Verlagsgesellschaft EDIT (Edizioni Italiane), die damals der italienischen Minderheit Jugoslawiens gehörte (heute in Slowenien und Kroatien tätig). Fortan war sie das Organ der Sozialistischen Allianz des werktätigen Volkes (ASPL).
1947 zitierte die katholische österreichische Wochenzeitung Die Furche den Voce des Popolo zu einem Artikel über  Bodenreformen.
1948 berichtete die österreichische Lokalzeitung Erlafthal-Bote über die italienischsprachige Volksgruppe in Istrien und erwähnte den Voce del Popolo. Ähnliche Berichterstattung waren auch 1950 in der Klagenfurter Zeitung und 1952 in den Innsbrucker Nachrichten zu lesen.
Heute ist La Voce del Popolo das offizielle Organ der Unione Italiana in Kroatien und Slowenien – früher der Unione degli Italiani dell'Istria e di Fiume in Jugoslawien. Sie vertritt rund 30.000 Mitglieder in 50 Gemeinschaften der Italiener, Nachkommen jener ca. 60.000 „Verbliebenen“, die nach dem Zweiten Weltkrieg nicht ins italienische Mutterland übersiedelten. Die Zeitung erscheint täglich außer an Feiertagen, ausschließlich auf Italienisch, und richtet sich an die italienische Minderheit in Kroatien und Slowenien. Seit 2014 ist sie auch in zahlreichen Kiosken der Region Friaul-Julisch Venetien erhältlich.

## Verlag und Inhalte
Herausgeber ist EDIT, 1952 in Fiume ggegründet. EDIT ist die Abkürzung von EDizioni ITaliane und bedeutet einfach italienischer Verlag.
Weitere Publikationen von EDIT sind:
- Panorama (zweiwöchentliche Zeitschrift),
- Arcobaleno (Kinderzeitschrift),
- La Battana (Kulturzeitschrift),
- sowie diverse Bücher und selten auch kroatischsprachige Veröffentlichungen.

In den Sommermonaten ist die Zeitung auch in den Urlaubsregionen Istrien und Kvarner erhältlich. Früher erschien sie gelegentlich als Beilage zur Triestiner Tageszeitung Il Piccolo.
Die Zeitung enthält regelmäßig Beilagen zu Themen wie Tourismus, Kultur, Kulinarik, Wirtschaft usw. Es gibt auch eine Online-Ausgabe. Die Hauptredaktion befindet sich in Rijeka, Außenredaktionen bestehen in Koper, Umag, Rovinj, Labin und Pula.
Derzeit beschäftigt die Zeitung rund 40 festangestellte Journalisten und etwa 30 weitere Mitarbeiter. Die tägliche Auflage beträgt etwa 4.000 Exemplare, viele Abonnenten leben auch in Italien und anderen Ländern. La Voce del Popolo ist Mitglied der Vereinigung der Zeitungen in regionalen und Minderheitensprachen (MIDAS).

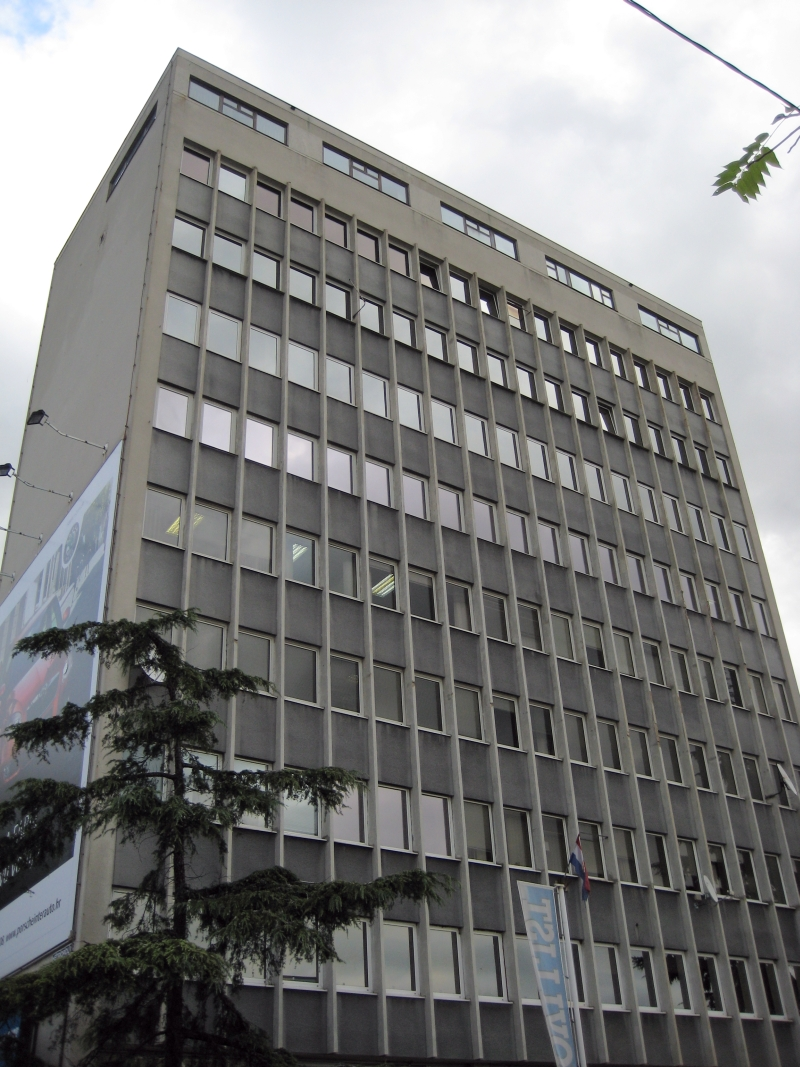
Das Hochhaus, in dem Novi List und La Voce del Popolo in Fiume ihren Sitz haben.

## Ausgaben
Die Zeitung erscheint in folgenden regionalen Ausgaben:
- Rijeka: für die Gespanschaft Primorje-Gorski kotar (Kroatien),
- Istrien: für die Gespanschaft Istrien (Kroatien), außer Pula,
- Pula: für den Raum Pula (Kroatien),
- Koper: für das slowenische Istrien,
- Friaul-Julisch Venetien: für die ehemalige Provinz Triest (Italien).